# پیجین هاوایی
پیجین انگلیسی هاوایی، کریول انگلیسی هاوایی، اچ-سی-ای (HCE) که محلی‌ها آن را با نام پیجین می‌شناسند، یک گویش -به‌طور بخشی بر پایه انگلیسی- است که بسیاری از ساکنان هاوایی به آن صحبت می‌کنند. با آنکه انگلیسی و هاوایی به‌طور مشترک زبان رسمی ایالت هاوایی هستند، پی‌جین هاوایی توسط بسیاری از ساکنان هاوایی در بیشتر مکالمات و همچنین در بیشتر تبلیغاتی که محلی‌ها را هدف گرفته‌اند استفاده می‌شود. در زبان هاوایی، کریول انگلیسی هاوایی ئُلِلُ پائی ئای (ʻōlelo paʻi ʻai) نامیده می‌شود که به معنی زبان تپش تارو (تارو نوعی گیاه بومی نواحی گرمسیر آسیا که ریشه آن خوراکی است) است. پی‌جین هاوایی برای گردشگران جذاب است و شرکت‌های محلی به کسانی که پی‌جین هاوایی را بلدند توجه دارند و ایشان را به عنوان گویندگان نمایندگی‌های خدمات مشتری استخدام می‌کنند.